# ليودميلا بوستنوفا
ليودميلا بوستنوفا (بالروسية: Постнова, Людмила Григорьевна) مواليد 11 أغسطس 1984، هي لاعبة كرة يد روسية تلعب كظهير أيسر. مثلت منتخب روسيا لكرة اليد للسيدات. شاركت في دورة الألعاب الأولمبية الصيفية سنة 2008. حققت المركز الأول في بطولة العالم لكرة اليد للسيدات 2005.

## سجل المنافسة
شاركت في البطولات التالية:
- الألعاب الأولمبية الصيفية 2012
- بطولة العالم لكرة اليد للسيدات 2011
- بطولة أوروبا لكرة اليد للسيدات 2012

## الميداليات
| الميدالية | المسابقة                            |
| --------- | ----------------------------------- |
| فضية      | الألعاب الأولمبية الصيفية 2008      |
| ذهبية     | بطولة العالم لكرة اليد للسيدات 2005 |
| ذهبية     | بطولة العالم لكرة اليد للسيدات 2007 |
| ذهبية     | بطولة العالم لكرة اليد للسيدات 2009 |
| فضية      | بطولة أوروبا لكرة اليد للسيدات 2006 |

## روابط خارجية
- ليودميلا بوستنوفا على موقع الاتحاد الأوروبي لكرة اليد (الإنجليزية)
- ليودميلا بوستنوفا على موقع أوليمبيديا (الإنجليزية)